# Stazione di San Teodoro
La stazione di San Teodoro era una fermata ferroviaria posta al km 31+461 della ferrovia Alcantara-Randazzo.

## Storia
La stazione venne aperta al servizio pubblico contestualmente alla linea nel 1959. Fu presenziata all'inizio da apposito agente di custodia e manovra dei passaggi a livello. 
Alla fine degli anni settanta la fermata venne soppressa e chiusa definitivamente.

## Strutture e impianti
La fermata era costituita da un piccolo fabbricato viaggiatori a tre luci e un marciapiedi adiacente.

## Movimento
Nella stazione avevano fermata tutti i treni di automotrici provenienti da Taormina-Giardini per Randazzo e viceversa ma il traffico viaggiatori era pressoché inesistente in quanto località di campagna.